# 琉球銀行 (特殊銀行)

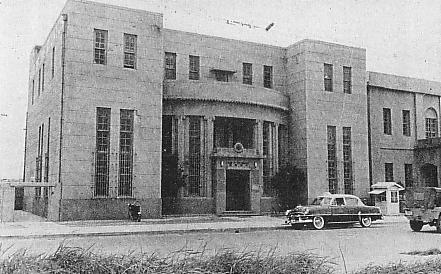
1955年頃の琉球銀行

琉球銀行（りゅうきゅうぎんこう、Bank of The Ryukyus）は、米軍占領下の琉球において、通貨・金融政策を担当する機関として、1948年（昭和23年）の米国軍政府布告第1号「琉球銀行の設立」によって設立された特殊銀行である。現在の株式会社琉球銀行の前身の銀行である。

## 概要
1945年（昭和20年）の沖縄戦で沖縄県下のすべての銀行は機能を失ったため、占領に入った米軍は1946年（昭和21年）5月に「沖縄中央銀行」を設立した。また、奄美・宮古・八重山の各諸島にも銀行を設立した（後述）。
しかし、戦後インフレの抑制や通貨統一のため、1947年（昭和22年）に米国軍政府はこれらの銀行の統合作業に着手。1948年（昭和23年）1月20日、「琉球銀行条例及び付則」が制定され、第1回理事会で琉球銀行の役員が選出された。
1948年5月1日、米国軍政府令に基づき琉球銀行は特殊銀行として設立された（1948年5月4日に米国軍政府布令第1号「琉球銀行の設立」が公布され遡及して発効した）。初代総裁は池畑嶺里、設立時の本店所在地は那覇市東町1丁目10番地で他銀行の建物を緊急補修して本店とした。
当時の琉球銀行は、株式の51％を米国民政府が保有し、当初は一般銀行業務の他にも通貨発行権、金融機関の監督統制権など中央銀行的色彩が濃く、アメリカの連邦準備制度やフィリピンの中央銀行をモデルにしたと言われている。しかし行政機関の整備が進み、琉球政府の前身として琉球臨時中央政府が発足すると、他金融機関の監督統制権が削除され、琉球政府が正式に発足すると納税義務の免除も解除。銀行券発行の権限も一度も発動することがないまま、B円からアメリカ・ドルへの通貨交換を前とした1957年（昭和32年）に削除、同時に不動産債券の発行権も放棄した。更に1958年（昭和33年）には独占的にもっていた外国為替業務も他金融機関に開放され、次第に商業銀行的性格が強まっていった。それでも、米国民政府や琉球政府の出納事務を取り扱う唯一の銀行であると共に貨幣流通の需給調整権限を持ち、基幹産業に資金供給するなど、琉球金融界のリーディングカンパニーとしての役割を果たした。
日本に復帰する1972年（昭和47年）、米国民政府は保有する全株式を住民に売却し、復帰3日前に銀行法（1954年立法第63号）に基づく普通銀行「琉球銀行」に転換し、本土復帰を迎えた。

## 沿革
- 1948年1月20日 琉球銀行第1回理事会開催。
- 1948年5月1日 琉球銀行発足、奄美銀行・宮古銀行・八重山銀行を吸収合併。
- 1948年5月4日 布令「琉球銀行の設立」を公布。
- 1948年7月1日 沖縄銀行（今の沖縄銀行とは別銀行）を吸収合併。
- 1950年4月10日 琉球復興金融基金の受託者に指定される。
- 1948年10月20日 外国為替銀行に指定される。
- 1951年5月15日 機構改革し、局制を導入。
- 1951年7月13日 金融機関の監督統制権限を移譲。
- 1952年4月1日 琉球政府発足により、政府の出納事務を行う銀行となる。
- 1952年11月1日 アメリカ財務省より、米国政府公金受託機関に指定される。
- 1953年12月25日 奄美群島の日本復帰により奄美地区の5支店を鹿児島銀行に譲渡、翌年1月18日に奄美出身だった池畑総裁も退任。
- 1954年4月10日 機構改革し、局制を廃止。
- 1958年9月16日 通貨交換が実施され、法定通貨がB円からドルに変わる。
- 1959年1月30日 アメリカ財務省資金の預託銀行に指定される。
- 1959年12月31日 復興金融基金業務を琉球開発金融公社に移譲する。
- 1963年5月16日 株主総会に筆頭株主としてキャラウェイ高等弁務官が出席。株主総会終了後に理事4人を解任し、4日後の5月20日には富原総裁・理事会長も辞任した。
- 1966年6月1日 役員「Casher」の訳語を「支配人」から「専務」に改称。「常務」を新設。
- 1968年6月8日 琉球銀行労働組合結成。
- 1971年10月1日 琉球信託(1966年9月設立、引継ぎ後は「琉信」として不動産業をしていたが2008年3月に清算[2])から信託部門を引き継ぐ。
- 1971年10月9日 復帰後の通貨交換のために、現在流通している通貨確認が一斉に行われる。
- 1972年1月14日 商法に基づく株式会社となり、「取締役」制に移行する。
- 1972年3月1日 米国民政府保有の全株式を売出する。
- 1972年5月12日 銀行法に基づく普通銀行に転換。

## 歴代幹部

### 歴代理事会長
- 初代： 護得久朝章（1948年1月20日 - 1957年5月7日）
- 2代 ： 富原守保（1957年5月7日 - 1963年5月20日）
- 3代 ： 崎浜秀英（1963年5月20日 - 1972年1月14日）

### 歴代総裁
- 初代： 池畑嶺里（1948年1月20日 - 1954年1月18日）
- 2代 ： 富原守保（1954年1月18日 - 1963年5月20日）
- 3代 ： 崎浜秀英（1963年5月20日 - 1972年1月14日）